# Claudianus Mamertus
Claudianus Mamertus, też Klaudian Mamert (zm. ok. 474) – filozof i teolog galijski, autor napisanego w 468/469 roku dzieła De statu animae (pol. O stanie duszy), będącego polemiką z nauką Faustusa z Riez, a opierającego się w wykładzie na naukach św. Augustyna i Boecjusza. Jako prezbiter wspomagał swojego brata, biskupa Mamerta z Vienne. Zachowały się dwa listy Klaudiana: jeden do retora Sapadausa, a drugi do Sydoniusza Apolinarego. Poezje Klaudiana Mamerta nie zachowały się.